# Neochodaeus repandus
Neochodaeus repandus es una especie de coleóptero de la familia Ochodaeidae.

## Distribución geográfica
Habita en Arizona  (Estados Unidos).